# Proxmox
Proxmox (languit "Proxmox Virtual Environment" genoemd) is een virtualisatieplatform.
Met Proxmox kunnen virtuele machine en containers uitgerold en beheerd worden.
Proxmox is beschikbaar onder de voorwaarden van de GNU Affero General Public License.